# Michele Piccirillo (archéologue)
Pour les articles homonymes, voir Michele Piccirillo et Piccirillo.
Michele Piccirillo (né le 18 novembre 1944 à Casanova di Carinola, en Campanie, et mort le 26 octobre 2008 à Livourne, en Toscane) est un historien, un archéologue et un franciscain italien. Il est directeur du musée du Studium Biblicum Franciscanum de Jérusalem et l'un des plus grands spécialistes en archéologie de la Terre sainte.

## Biographie
Michele Piccirillo est franciscain, archéologue et bibliste. Professeur au Studium Biblicum Franciscanum, il est également directeur du Musée du Studium Biblicum Franciscanum de Jérusalem.
Il a travaillé pendant une quarantaine d'années au Proche-Orient, sur les mosaïques de la région du Mont Nébo (Jordanie), Madaba et Umm al-Rasas. Il est devenu célèbre dans le monde entier pour ses fouilles liées à la découverte des mosaïques du Mont Nébo. Une exposition au palais royal de Milan, en 2000, a permis de montrer, pour la première fois en Europe, environ 400 pièces, sculptures, peintures, et mosaïques sur la première croisade (1099). Des Croisades à la Garde des Lieux saints en Terre Sainte, cette exposition dont Michele Piccirillo préside le comité scientifique, montre la présence culturelle de la Custodie de Terre Sainte, créée par le pape Clément VI et confiée aux Frères mineurs, présents depuis 1217 en Terre sainte.
Plus récemment, Michel Piccirillo aurait découvert, à partir des textes anciens, une tombe qu'il attribue à Marie, mère de Jésus, dans un ensemble complexe de sépultures en trois grottes. Son corps aurait enterré dans la chambre se trouvant le plus loin à l’intérieur et sur un banc creusé dans la partie est. Une dalle de marbre qui recouvrait ce banc a été retirée.

### Publications
- Michele Piccirillo (préf. Maurice Sartre), L'Arabie chrétienne, Paris, Editions Mengès, 2002 (ISBN 978-2-85620-425-2)
- (en) E. Alliata, Mount Nebo. New Archaeological Excavation 1967-1997, Franciscan press, Jérusalem, 1998 (ASIN B0006FCNN6)